# أمبروز آي. لان سينيور
أمبروز آي. لان سينيور (بالإنجليزية: Ambrose I. Lane Sr.)‏ هو مقدم برامج إذاعية أمريكي، ولد في 12 فبراير 1935، وتوفي في 14 سبتمبر 2010.